# Національний заслужений академічний симфонічний оркестр України
Національний заслужений академічний симфонічний оркестр України — український симфонічний оркестр.
Заснований у 1918 році як Державний симфонічний оркестр імені М. Лисенка, у радянські часи оркестр мав назву Державний симфонічний оркестр УРСР. У 1964 році оркестру присвоєно звання заслуженого колективу, у 1976 — звання академічного колективу.
Після здобуття Україною незалежності оркестр отримав назву Державний симфонічний оркестр України. У 1994 році оркестр отримав статус національного і сучасну назву.
З 1999 року головним диригентом (з 2000 — і художнім керівником) оркестру є народний артист України Володимир Сіренко. Генеральний директор колективу (з 2006) — Олександр Горностай.

## Історія
Симфонічний оркестр заснований у листопаді 1918 року постановою Ради Міністрів Української Держави як Державний симфонічний оркестр імені М. Лисенка. Першим диригентом оркестру був Олександр Горілий. На одному із перших концертів оркестру у грудні 1918 року виконувалася музика Миколи Лисенка, зокрема фрагменти з його опери «Тарас Бульба» та оркестрова транскрипція симфонічної фантазії «Український козак-шумка».
З 1919 року оркестр мав назву Республіканський симфонічний оркестр імені М. Лисенка. У 1920 році оркестр увійшов до складу філармонічного товариства на чолі зі Левом Штейнбергом, яке у 1923 році було реорганізовано в Київську державну філармонію, проте в листопаді того ж року вона ліквідувалася, а Лев Штейнберг переїхав до Харкова.
Симфонічне життя Києва подальших років пов'язане із діяльністю різноманітних колективів, проте налагодити у місті впорядкований концертний процес довгий час не вдавалося.
У жовтні 1929 року при Київському обласному радіокомітеті було засновано оркестр з 23 музикантів на чолі з Михайлом Канерштейном. В 1934 році з нагоди перенесення столиці УСРР з Харкова до Києва оркестр обласного радіо підпорядкували Республіканському радіокомітету, а його склад збільшився до 60 чоловік. З 1935 по 1937 рік оркестр Радіокомітету очолював Герман Адлер.
19 червня 1937 року рішенням Ради народних комісарів Української РСР на базі симфонічного оркестру Республіканського радіокомітету створений Державний симфонічний оркестр УРСР та підпорядкований Управлінню у справах мистецтв при РНК УРСР.
У 1938 році колектив очолив Натан Рахлін. З початком німецько-радянської війни він очолив Державний симфонічний оркестр СРСР, а Державний симфонічний оркестр УРСР в період з 1941 по 1944 рік продовжував свою діяльність спочатку в Орджонікідзе (нині Єнакієве), а потім у Душанбе під керівництвом Лева Брагінського.
На початку 1946 Натан Рахлін повернувся до Києва і знову очолив Державний симфонічний оркестр УРСР.
У 1963 році колектив очолив молодий диригент Стефан Турчак. Наступного року оркестру присвоєно звання заслуженого колективу.
З 1968 по 1973 рік оркестр очолював Володимир Кожухар.
У 1973 році в Державний симфонічний оркестр УРСР повернувся Стефан Турчак. У 1976 році оркестр був удостоєний почесного звання академічного колективу.
У 1978 році оркестр очолив Федір Глущенко.
У 1988 році художнім керівником і головним диригентом оркестру став Ігор Блажков.
У 1991 році після здобуття Україною незалежності оркестр отримав назву Державний симфонічний оркестр України. У 1994 році оркестр отримав статус національного і сучасну назву — Національний симфонічний оркестр України. В тому ж році його очолив американський диригент українського походження Теодор Кучар. Колишній керівник Ігор Блажков вважав своє звільнення незаконним та підлаштованим Теодором Кучаром.
В 1997 році художнім керівником Національного симфонічного оркестру України стає Іван Гамкало.
З 1999 року головним диригентом (з 2000 — і художнім керівником) оркестру є народний артист України Володимир Сіренко. Генеральний директор колективу (з 2006) — Олександр Горностай.
У 2018 році в Україні на державному рівні відзначалася пам'ятна дата — 100 років з часу заснування Національного заслуженого академічного симфонічного оркестру України.
За весь час з оркестром працювали видатні диригенти — Леопольд Стоковський, Курт Мазур, Ігор Маркевич, Герман Абендрот, Віллі Ферреро, Карло Цеккі, Джордже Джорджеску, Курт Зандерлінг, Янош Ференчик та ін, а також солісти —Святослав Ріхтер, Еміль Гілельс, Артур Рубінштейн, Галина Черні-Стефанська, Давид Ойстрах, Мстислав Ростропович,  Ісаак Стерн, Леонід Коган, Ієгуді Менухін, Ван Кліберн, Олег Криса, Ґідон Кремер,  Гаспар Кассадо, Іван Козловський, Євгенія Мірошниченко, Хосе Каррерас, Монсеррат Кабальє, Пласідо Домінго та багато інших.

## Концерти і записи
Репертуар оркестру складають симфонічні твори від епохи бароко до сучасного авангарду, акомпанементи інструментальних та вокальних творів. Оркестр здійснював прем'єри видатних українських композиторів, серед яких Борис Лятошинський, Левко Ревуцький,Євген Станкович, Мирослав Скорик, а також радянські композитори Сергій Прокоф'єв, Дмитро Шостакович, Арам Хачатурян.
Оркестр є найбільш часто записуваним оркестром колишнього Радянського Союзу[джерело?]. За період 1993—2013 оркестр записав понад 100 компакт-дисків для Naxos, Brilliant Classics, Amadis, Ondine and Marco Polo, в тому числі повне зібрання симфоній Лятошинського, Прокоф'єва, Мартіну і Каліннікова, твори провідного сучасного українського симфоніста Євгена Станковича, твори Моцарта, Чайковського, Рахманінова, Шостаковича, Хачатуряна, багатьох інших зарубіжних та вітчизняних композиторів.
Диск із записом симфоній № 2 та № 3 Бориса Лятошинського був визнаний Австралійською державною телерадіокомпанією (АВС) найкращим світовим записом 1994 року, а повне зібрання творів для скрипки з оркестром Уолтера Пістона журнал «Gramophone» назвав «записом 1999 року». Диск із записом Валентина Сільвестрова «Реквієм для Лариси» та диск із записом скрипкового концерту Ернеста Блоха стали номінантами щорічного конкурсу «Grammy» у 2004 та 2009 роках відповідно. Повне зібрання симфоній Прокоф'єва, на думку багатьох критиків, є найдосконалішим циклом доступних компакт-дисків.

## Гастролі
За роки незалежності України оркестр успішно гастролював у Австралії, Австрії, Бахрейні, Бельгії, Великій Британії, Гонконзі, Данії, Ірані, Іспанії, Італії, Китаї, Кореї, Лівані, Ліхтенштейні, Нідерландах, Німеччині, Об'єднаних Арабських Еміратах, Польщі, Португалії, Словаччині, Сполучених Штатах Америки, Туреччині, Франції, Чехії, Швейцарії, Японії.